# Cloverdale (Califòrnia)
Cloverdale és una població dels Estats Units a l'estat de Califòrnia. Segons el cens del 2000 tenia 6.831 habitants.

## Demografia
Segons el cens del 2000, Cloverdale tenia 6.831 habitants, 2.495 habitatges, i 1.741 famílies. La densitat de població era de 1.046,6 habitants per km².
Dels 2.495 habitatges en un 36,4% hi vivien nens de menys de 18 anys, en un 55,3% hi vivien parelles casades, en un 9,1% dones solteres, i en un 30,2% no eren unitats familiars. En el 24,9% dels habitatges hi vivien persones soles el 12,7% de les quals corresponia a persones de 65 anys o més que vivien soles. El nombre mitjà de persones vivint en cada habitatge era de 2,71 i el nombre mitjà de persones que vivien en cada família era de 3,24.
Per edats la població es repartia de la següent manera: un 27,3% tenia menys de 18 anys, un 8,5% entre 18 i 24, un 28,3% entre 25 i 44, un 21,7% de 45 a 60 i un 14,3% 65 anys o més.
L'edat mediana era de 36 anys. Per cada 100 dones de 18 o més anys hi havia 96,5 homes.
La renda mediana per habitatge era de 42.309 $ i la renda mediana per família de 50.000 $. Els homes tenien una renda mediana de 40.036 $ mentre que les dones 26.610 $. La renda per capita de la població era de 19.750 $. Entorn del 7,2% de les famílies i el 10,4% de la població estaven per davall del llindar de pobresa.

## Poblacions més properes
El següent diagrama mostra les poblacions més properes.